# Европейский маршрут E28
E 28 — автомобильная дорога европейской маршрутной сети, соединяющая Берлин с Минском. Дорога проходит по территории Германии, Польши, Калининградской области России, Литвы, Белоруссии. Основные города на трассе: Берлин, Щецин, Гданьск, Калининград, Вильнюс, Минск.

## Маршрут
Общая протяжённость составляет 1 230 км.
- Германия
  -  Берлин
- Польша
  - A6 S6 6 Щецин, Голенюв, Кошалин, Гдыня, Гданьск
  - S7 7 Эльблонг
  - S22 22
  - 54
- Россия
  - 27А-003 27А-008 Калининград
  - А229 Черняховск, Нестеров
- Литва
  - A7 Мариямполе
  - A16 Пренай, Тракай, Вильнюс
  - A3 Мядининкай
- Беларусь
  - М7 Ошмяны
  - М6 Воложин, Минск